# Stade de l'Académie de Police
 (octobre 2024).
Si vous disposez d'ouvrages ou d'articles de référence ou si vous connaissez des sites web de qualité traitant du thème abordé ici, merci de compléter l'article en donnant les références utiles à sa vérifiabilité et en les liant à la section « Notes et références ».
Le Stade de l'Académie de Police (en arabe : ستاد كلية الشرطة), également connu sous le nom de Stade de l'Ittihad Al Shorta (et autrefois connu sous le nom de Stade d'Abbassia), est un stade de football égyptien situé à Abbassia, un quartier du Caire, la capitale du pays.
Doté de 5 000 places, le stade sert d'enceinte à domicile pour les clubs de football de l'Ittihad Al Shorta et d'El Dakhleya,.